# Lega calcistica degli Emirati Arabi Uniti 1983-1984
La UAE Football League 1983-1984 è la 11ª edizione della massima competizione calcistica nazionale per club degli Emirati Arabi Uniti.
A questa edizione della massima serie prendono parte 11 squadre. Ha vinto la manifestazione l'Al-Ain.

## Classifica
|                                | Pos. | Squadra       | G  | V  | N | P  | GF | GS | Pt |
| ------------------------------ | ---- | ------------- | -- | -- | - | -- | -- | -- | -- |
| Emirati Arabi Uniti (bandiera) | 1    | Al-Ain        | 18 | 12 | 3 | 3  | 35 | 18 | 27 |
|                                | 2    | Al-Wasl       | 18 | 11 | 3 | 4  | 34 | 18 | 25 |
|                                | 3    | Al-Ahli Dubai | 18 | 9  | 7 | 2  | 23 | 11 | 25 |
|                                | 4    | Al-Khaleej    | 18 | 6  | 6 | 6  | 20 | 20 | 18 |
|                                | 5    | Al-Shabab     | 18 | 5  | 7 | 6  | 14 | 14 | 17 |
|                                | 6    | Al-Jazira     | 18 | 4  | 9 | 5  | 17 | 21 | 17 |
|                                | 7    | Al-Shaab      | 18 | 6  | 4 | 8  | 20 | 25 | 16 |
|                                | 8    | Sharjah       | 18 | -  | - | -  | -  | 8  | 15 |
|                                | 9    | Al-Nasr       | 18 | 4  | 5 | 9  | 9  | 20 | 13 |
|                                | 10   | Emirates      | 18 | 0  | 5 | 11 | 7  | 24 | 5  |

Legenda:

      Campione degli Emirati Arabi Uniti 1983-1984

      Retrocessa in UAE Second Division 1984-1985

Note:
Due punti a vittoria, uno a pareggio, zero a sconfitta.